# Corporació Mozilla
La Corporació Mozilla és una empresa filial de propietat total de la Fundació Mozilla que coordina i integra el desenvolupament d'aplicacions informàtiques relacionades amb Internet com el navegador web Mozilla Firefox i el client de correu electrònic Mozilla Thunderbird. El desenvolupament d'aquestes aplicacions es du a terme principalment mitjançant les contribucions d'un comunitat organitzada de voluntaris desenvolupadors de codi obert, i amb l'addició d'alguns desenvolupadors, treballadors de la Corporació.
La corporació es va crear el 3 d'agost del 2005 amb l'objectiu de gestionar les operacions relacionades amb ingressos de la Fundació Mozilla. Com a organització sense ànim de lucre, la Fundació Mozilla està limitada quant als tipus i quantitats d'ingressos. La Corporació Mozilla, com a organització subjecta a impostos (essencialment, una entitat comercial), no necessita complir les normes estrictes de les organitzacions sense ànim de lucre. Des de la seva creació la Corporació Mozilla va agafar sota la seva responsabilitat diverses àrees de la Fundació Mozilla, com la coordinació i integració del desenvolupament del Firefox i el Thunderbird i la gestió de les relacions amb empreses.

## Treballadors importants
En el moment de la creació de la Corporació de Mozilla, la majoria dels empleats de Fundació Mozilla es van transferir a la nova organització.

### Junta directiva
La junta directiva de la Corporació Mozilla l'assigna la junta directiva de la Fundació Mozilla. El març de 2014, la meitat de la junta va dimitir. Els que es van quedar foren: 
- Mitchell Baker, presidenta.

- Reid Hoffman, ex-executiu en cap de LinkedIn.
- Chris Beard, executiu en cap.

### Equip de gestió
L'equip de gestió de la Corporació Mozilla està format per:
- Mitchell Baker, presidenta.
- Chris Beard, executiu en cap.
- Katharina Borchert, directora d'innovació.
- Jim Cook, director general de finances.
- Jascha Kaykas-Wolff, director de màrqueting.
- Denelle Dixon-Thayer, conseller general i vicepresident, afers legals i de negoci.
- David Slater, director de personal i vicepresident, operacions estratègiques.

### Empleats notables
- Asa Dotzler,
- Boris Zbarsky
- David Baron
- Doug Turner
- Eric Rescorla
- John Hammink
- Johnny Stenbäck
- Robert O'Callahan
- Sheeri Cabral
- Tantek Çelik

### Empleats notables del passat
- Brendan Eich
- John Lilly
- Christopher Blizzard
- John Resig
- Mike Schroepfer
- Mike Shaver
- Window Snyder
- Ellen Siminoff
- Li Gong
- Andreas Gal